# Avoncliff
Avoncliff est un village anglais, situé dans la vallée de Limpley Stoke (entre Bath et Bradford on Avon), surplombant la rivière Avon et le chemin de fer, là où cette dernière est traversée par le canal Kennet et Avon via le pont-canal d'Avoncliff.